# Sivantos
Die Sivantos-Gruppe war ein Hörgerätehersteller, deren operative deutsche Gesellschaft in Erlangen angesiedelt war. Sie belieferte Akustiker in 120 Ländern mit Hörgeräten der Marken Signia, Audio Service, Rexton und A&M sowie Zubehör, Anpasssoftware, Smartphone-Apps oder Workflow-Lösungen. Das Unternehmen wurde 2019 mit dem dänischen Unternehmen Widex unter dem neuen Namen WS Audiology fusioniert. Zum Zeitpunkt der Fusion arbeiteten rund 6.000 Mitarbeiter in 20 Ländern bei der Sivantos-Gruppe.

## Geschichte
Sivantos entstand 2015, als die Siemens AG ihre Siemens Audiology Solutions für 2,15 Mrd. Euro an die schwedischen Investmentgruppe EQT und die Santo Holding GmbH verkaufte.
Im Geschäftsjahr 2016/17 erwirtschaftete die Sivantos-Gruppe einen Umsatz von 967 Mio. Euro auf Pro-forma-Basis und ein Ergebnis von 221 Mio. Euro (normalisiertes EBITDA). Sivantos unterzeichnete 2017 den United Nations Global Compact.
Zum 1. März 2019 wurde die Sivantos-Gruppe mit Widex, einem dänischen Unternehmen mit Sitz in Lynge, zum Unternehmen WS Audiology fusioniert. Das neue Unternehmen wurde zu 53 % von EQT gehalten. Die restlichen Anteile waren in den Händen der Unternehmerfamilien Tøpholm und Westermann, die hinter dem Unternehmen Widex standen. Das neu gegründete Unternehmen WS Audiology wurde zum Zeitpunkt der Neugründung bei rund 1,7 Milliarden Euro Umsatz und 10.000 Mitarbeitern, davon rund 1000 in Deutschland, mit rund 7 Mrd. Euro bewertet.
Gesellschaftsrechtlich besteht eine Sivantos GmbH als mittelbare Tochtergesellschaft von Widex fort. Deren Tochterunternehmen Signia mit Sitz in Erlangen ist weiterhin als Anbieter von Hörgeräten aktiv. Seit 2022 ist Signia Sponsor des Sportvereins Greuther Fürth, welcher in der 2. Fußball-Bundesliga aktiv ist.

## Unternehmensgliederung
Die folgenden Landesgesellschaften gehörten zur Sivantos-Gruppe:
| Land                   | Sivantos-Name                                              |
| ---------------------- | ---------------------------------------------------------- |
| Australien             | Sivantos Pty. Ltd.                                         |
| Brasilien              | Sivantos Soluções Auditivas Ltda.                          |
| China                  | Sivantos (Suzhou) Co. Ltd.                                 |
| Dänemark               | Sivantos A/S                                               |
| Deutschland            | Sivantos GmbH und Sivantos Holding Germany GmbH            |
| Deutschland            | Audio Service GmbH                                         |
| Frankreich             | Sivantos S.A.S.                                            |
| Indien                 | Sivantos India Pvt. Ltd.                                   |
| Italien                | Sivantos S.r.L.                                            |
| Japan                  | Sivantos K.K.                                              |
| Kanada                 | Sivantos Inc.                                              |
| Korea                  | Sivantos Ltd.                                              |
| Niederlande            | Sivantos BV                                                |
| Norwegen               | Sivantos AS                                                |
| Polen                  | Sivantos Sp. z. o.o.                                       |
| Schweden               | Sivantos A/S                                               |
| Schweiz                | Sivantos AG                                                |
| Singapur               | Sivantos Pte. Ltd.                                         |
| Südafrika              | Sivantos Pty Ltd.                                          |
| Tschechien             | Sivantos s.r.o.                                            |
| Türkei                 | Sivantos Isitme Cihazlari Sanayi Ve Ticaret Anonim Sirketi |
| Ungarn                 | Sivantos Kft.                                              |
| USA                    | Sivantos, Inc.                                             |
| Vereinigtes Königreich | Sivantos Ltd                                               |

Teile der Gruppe waren darüber hinaus HearUSA, eine Akustikerkette in den USA, Audio Service und das Internetportal audibene, das international unter Hear.com firmiert.